# Přelet nad kukaččím hnízdem
Přelet nad kukaččím hnízdem (v originále One Flew Over the Cuckoo's Nest) je americký film z roku 1975 režiséra Miloše Formana natočený podle stejnojmenné divadelní hry, která vycházela z románové předlohy spisovatele Kena Keseyho Vyhoďme ho z kola ven v hlavní roli s Jackem Nicholsonem.

## Děj
Děj filmu se odehrává v psychiatrické léčebně, do které přichází profesionální karetní hráč Randall Patrick McMurphy, který má soudem nařízenou léčbu. Kriminálník McMurphy hraje pomateného, aby se vyhnul vězeňskému trestu za sexuální zneužití a násilné přepadení. Jeho představa pokojného života v ústavu je od začátku konfrontovaná s praktikami despotické vrchní sestry Mildred Ratchedové, která v součinnosti s vedoucím lékařem svému oddělení vládne pevnou rukou.

Randall chce apatické muže probudit k životu a vlít jim do žil trochu života, který on sám dokáže naplno užívat.
| „ | Nejste ani o chlup větší cvoci než ti zoufalci, co chodí volně po ulicích! | “ |

Když mezi pacienty zorganizuje hlasování pro sledování televizního přenosu baseballového zápasu, vrchní sestra si vymyslí výmluvu, jak tomu zabránit. McMurphy se nevzdává, sedne si před televizi a nahlas komentuje fiktivní zápas, jako by se vysílal. Jednou se s pomocí hluchoněmého indiánského obra Bromdena (kterému zde obvykle říkají náčelník) dostane přes plot, sedne za volant autobusu, kterým pacienti jezdí na výlety, a vezme kamarády na loď, aby si zarybařili. Zorganizuje i basketbalový zápas proti dozorcům, ve kterém se mu podaří zapojit i náčelníka. Je šokován, když se během jednoho sezení dozví, že většina pacientů je zde dobrovolně.
Když jednou napadne dozorce, aby bránil svého kamaráda, přidá se k němu i náčelník. Randall zjistí, že náčelník hluchoněmost jen předstírá. Společně si domluví útěk. Za napadení dostanou oba elektrošoky, společně s nimi i pacient Cheswick, kterého bránili.
Později McMurphy uplatí starého dozorce Turkla, přivede do léčebny na noc dámskou společnost a zorganizuje mejdan. Nad ránem plánuje útěk. Alkohol však vykonal své a dozorci se sestrou Ratchedovou najdou ráno pacienty opilé. Vrchní sestra nechá pacienty přepočítat. Chybí jen koktavý Billy. Po kontrolách všech místností je nalezen v jedné z nich v objetí s dívkou Candy. Ratchedová mu vyhrožuje, že vše řekne jeho matce. Labilní Billy se této možnosti tak vyděsí, že si podřízne hrdlo. Když to vidí McMurphy, který se už chystal s náčelníkem k útěku, neudrží se a začne Ratchedovou škrtit. Nepodaří se mu to, jeden z dozorců jej udeří zezadu do hlavy.
McMurphy na čas z oddělení zmizí. Lékař mu provede lobotomii mozku, aby jej zbavil temperamentu. Jednou v noci jej zřízenci ústavu dovezou zpět na oddělení. Náčelník má radost, že je zpět, konečně mohou spolu utéci. Ale muž bezvládně leží na posteli; už to není dřívější Randall McMurphy. Je to apatická přežívající troska, oběť zvůle osoby, která si vybudovala moc rozhodovat o životech druhých.
Náčelník nechce dopustit, aby McMurphy sestře sloužil jako důkaz jejího vítězství a pokoření neposlušného pacienta a raději udusí přítele polštářem. Vzpomene si, že mu Randall v minulosti poskytl návod, jak z léčebny utéct. V koupelně zvedne těžké těleso, prohodí je zadrátovaným oknem a octne se konečně na svobodě.
Děj filmu se v mnoha ohledech liší od románové předlohy. V té je hlavní postavou náčelník Bromden a odlišný je i závěr filmu.

## Obsazení
| Jack Nicholson     | Randle McMurphy   |
| Louise Fletcherová | sestra Ratchedová |
| William Redfield   | Dale Harding      |
| Will Sampson       | náčelník Bromden  |
| Brad Dourif        | Billy Bibbit      |
| Sydney Lassick     | Charlie Cheswick  |
| Danny DeVito       | Martini           |
| Christopher Lloyd  | Max Taber         |
| Scatman Crothers   | Turkle            |
| Mews Smallová      | Candy             |
| Louisa Moritzová   | Rose              |

## Výroba
Název je převzat z jedné americké říkanky pro děti. V románové předloze (ve filmu to není obsaženo) je uvedeno, že jde o říkanku, kterou si indiánský „náčelník“ Bromden zapamatoval z dětství.
Vintery, mintery, cutery, corn,
Apple seed and apple thorn,
Wire, briar, limber lock
Three geese in a flock
One flew East
One flew West
And one flew over the cuckoo's nest.
Filmová adaptace vychází z divadelní hry podle románové předlohy, která byla uváděna v letech 1963 a 1964 na Broadwayi. Hlavní roli McMurphyho v divadelní hře ztvárnil herec a producent Kirk Douglas, který k ní vlastnil i práva. Nepodařilo se mu však přesvědčit žádné filmové studio k jejímu zfilmování a práva tak prodal svému synovi Michaelovi. Ten byl úspěšnější, když jako koproducenta získal Saula Zaentze.
První scenárista filmu Lawrence Hauben Douglasovi představil filmy českého režiséra Miloše Formana, který tou dobou pobýval v New Yorku a zotavoval se z komerčního neúspěchu svého prvního amerického filmu Taking Off. Ten se na konkurz dobře připravil, prošel si celý scénář a s producenty ho stránku po stránce prodiskutoval. Formana látka oslovila, v postavě sestry Ratchedové viděl totalitní povahu KSČ, která mu v Československu také určovala, co má dělat, co má říkat a kam má chodit.
Z hereckého obsazení byl jako první vybrán Danny DeVito, který si zopakoval roli Martiniho z divadelního představení. Naopak Kirku Douglasovi bylo tou dobou již 60 let a na roli McMurphyho byl už považován za příliš starého. Zvažováni místo něj byli James Caan, Marlon Brando nebo Gene Hackman. Nakonec byl vybrán 37letý Jack Nicholson, tehdy vycházející hvězda hlavně nezávislých filmů. Z obsazení filmu Taking Off si Forman do Přeletu přivedl např. Vincenta Schiavelliho. Jednu ze svých prvních výrazných rolí zde získal Christopher Lloyd jako chovanec Taber. K obsazení úlohy náčelníka Bromdena pomohla náhoda, když se Michael Douglas během jednoho letu seznámil s prodejcem ojetých aut Melem Lambertem, kterému vyprávěl, že pro nový film hledá vysokého Indiána. O několik měsíců se mu Lambert (který pak ve filmu hrál malou roli správce přístavu) ozval s tím, že má dobrého kandidáta. Šlo o dvoumetrového jezdce rodea Willa Sampsona z indiánského etnika Kríků, který neměl žádné předchozí herecké zkušenosti.
Pro roli sestry Ratchedové byla zprvu zvažována Shelley Duvallová. Její vhodnost Forman posuzoval po zhlédnutí filmu Zloději jako my, kde hrála hlavní roli, tam ho však nakonec více zaujala Louise Fletcherová. Pro roli byly brány v potaz také Jeanne Moreau, Colleen Dewhurstová, Ellen Burstynová, Angela Lansburyová, Anne Bancroftová nebo Geraldine Page. Roli nakonec na poslední chvíli získala Fletcherová.
Film se natáčel v psychiatrickém zařízení Oregon State Hospital v Salemu ve státě Oregon, kde se měl podle románu odehrávat. Ředitel nemocnice Dean Brooks natáčení podporoval a ve filmu si i s dalšími pacienty zahrál. Před natáčením, které začalo v lednu 1975, herci týden pozorovali skutečné pacienty a jejich denní rutinu. Nicholson a Fletcherová viděli na vlastní oči i elektrokonvulzivní terapii, což pro ně bylo silným zážitkem.
Během filmu došlo ke změně kameramana. Natáčení trvalo déle, než bylo předpokládáno, a ani plánovaný rozpočet 2 mil. amerických dolarů nebyl dodržen, náklady dosáhly nakonec 4,4 mil. dolarů, když částku navíc si producent Zaentz půjčil ze své firmy.

## Přijetí
Film měl premiéru 19.listopadu 1975. Byl komerčně úspěšný, v USA utržil téměř 109 mil. dolarů, při zohlednění inflace i v roce 2022 zůstává v první stovce filmů dle tržeb v amerických kinech. Celosvětově film utržil asi 163 mil. dolarů.
Film byl také relativně úspěšný v dobové kritice. Samotný Ken Kesey film odmítl zhlédnout kvůli svým sporům s producenty, spokojen nebyl ani s jeho obsazením.

## Ocenění
Film byl nominován na Oscara v devíti kategoriích. Získal pět ocenění: Oscar za nejlepší film, Oscar za nejlepší režii (Miloš Forman), Oscar za nejlepší mužský herecký výkon v hlavní roli (Jack Nicholson), Oscar za nejlepší ženský herecký výkon v hlavní roli (Louise Fletcher) a Oscar za nejlepší adaptovaný scénář (Laurence Hauben a Bo Goldman). Nominován byl za nejlepší mužský herecký výkon ve vedlejší roli, za nejlepší kameru, za nejlepší střih a za nejlepší hudbu.
Film získal šest cen BAFTA - za nejlepší film, za nejlepší režii, za nejlepší mužský herecký výkon v hlavní roli, za nejlepší ženský herecký výkon v hlavní roli, za nejlepší mužský herecký výkon ve vedlejší roli a za nejlepší střih, na další dvě byl nominován. Získal také pět cen Zlatý glóbus. V žebříčku 100 nejlepších amerických filmů, který v roce sestavil Americký filmový institut, skončil film na 20. místě. Patři také mezi 20 nejlépe hodnocených filmů v databázi IMDb.

## Zajímavosti
- Získat všech pět hlavních filmových Oscarů se nepodaří často. V roce 1935 to byl Caprův film Stalo se jedné noci, který dostal ocenění za film, režii, scénář a mužský a ženský herecký výkon v hlavní roli. Pak až v roce 1975 právě Přelet nad kukaččím hnízdem.  A uběhlo 16 let, než se to podařilo i snímku Mlčení jehňátek.[16]
- Text písně Welcome Home (Sanitarium) od thrashmetalové kapely Metallica byl inspirován filmem Přelet nad kukaččím hnízdem.[17]
- O filmu se zmiňuje Norman Mailer v biografické knize Katova píseň. Film v kině Una v utažském městě Provo viděl asi v červenci 1976 i vrah Gary Gilmore.